# Breyer Mesa
La Breyer Mesa è una mesa antartica coperta di ghiaccio, lunga 9 km e che si innalza fino a oltre 3.000 m, situata tra il Ghiacciaio Christy e il Ghiacciaio Tate, sul fianco occidentale del Ghiacciaio Amundsen, nei Monti della Regina Maud, in Antartide.   
Fu scoperta dall'esploratore polare statunitense Byrd durante il suo volo del novembre 1929 verso il Polo Sud.
La denominazione è stata assegnata dallo stesso Byrd in onore di Robert S. Breyer (1887-1964), avvocato e uomo politico della West Coast, finanziatore della prima spedizione antartica di Byrd (1928-30). Per questo rilievo era stato raccomandato di mantenere l'originaria denominazione di Monte Breyer data da Byrd, ma l'Advisory Committee on Antarctic Names (US-ACAN) ha preferito designarlo con la più appropriata terminologia di Breyer Mesa.